# 燈藝師
燈藝師是指以製作花燈為個人職業、花燈作品達到藝術水平，這些人被一般大眾尊稱為燈藝師。燈藝師和一般花燈製作人不同的地方在於一般花燈製作的人只是把花燈製作完成而已，而燈藝師除了將作品完成，在完成的過程中，除具備製作花燈的所有技巧外，還需要將花燈製作為藝術品為考量來製作。

## 技術傳承
以前臺灣想學花燈的人，都要去找燈藝師拜師學藝。換句話說，早期都是採師徒制，現在則有很多單位都有開設花燈教學課程。
2016年，雲林國立虎尾科技大學、雲林科技大學、環球科技大學等三間大學和台灣燈會合作，請北港的燈藝師到大學校園內傳承技藝。
2022年，教育局終身教育科在台北市立建成國民中學舉辦【111年度中小學教師民俗藝術花燈製作研習】，於研習期間完成花燈的老師可以獲得台北市政府核發的「花燈製作藝師證書」。

## 燈藝師列表（按姓名筆劃排列）

### 四劃
- 王耀騰[7]
- 王耀瑞，其作品有台灣燈會副燈 : 泰平有象（仙鶴覓福鹿/春草繫太瓶）(2013年)，吉羊如意(2015年)，舞動桃源(2016年)，祥獅獻瑞(2017年)，朝日合鳴(2018年)，東港故事(2019年)，百鳥和鳴慶吉祥(2020年)，竹鵲松風迎春曦(2021年)，龍騰獻瑞(2022年)[8][9]
- 王耀源，作品《小虎迎春》獲得2022年彰化 300．古城慶典之都文化季傳統花燈競賽大型花燈佳作，作品《蝴蝶採蜜》獲得2022年彰化 300．古城慶典之都文化季傳統花燈競賽小型花燈入選[10]。
- 王耀新[11]
- 王宜芊，作品《麒麟慶元宵》獲得2022年彰化 300．古城慶典之都文化季傳統花燈競賽大型花燈第三名。
- 王蓓蓉

### 七劃
- 李冠毅 (燈藝師)[12][13][14]
- 李青芸[15][16][17]
- 李心主[18][19][20]
- 李梅芳
- 吳敦厚[21]
- 吳登興[22][23]

### 八劃
- 林玉珠 (燈藝師)[24][25]
- 林健兒[26][27]
- 林佳葦[28]
- 林怡璇，作品《弄獅》獲得2019年臺北燈節全國各級學校花燈競賽社會組小型主題燈座類第二名，作品《戲鼠》獲得2020年臺北燈節全國各級學校花燈競賽社會組小型主題燈座類優等。
- 林佳妤，作品《守護》獲得2018年臺北燈節全國各級學校花燈競賽社會組小型主題燈座類第一名。

### 九劃
- 柯恩 (燈藝師)[29]

### 十劃
- 莊雅婷 (燈藝師)[30]。
- 莊佰鎮[31][32]

### 十一劃
- 陳金泉，作品有台灣燈會副燈 : 龍、鳳(2001年)，鰲魚出海、天馬奔騰(2002年)，鳳鳴高岸、光耀台灣(2003年)，造極峰頂、萬物齊生、蓬萊仙境、各競爾能(2004年)，福臨蓬島、光耀寰宇(2005年)，麻姑獻壽、南極仙翁(2006年)，雙龍戲珠、雙鳳嬉春(2007年)，天降瑞麟、馱重致遠(2008年)，龍鳳呈祥、龜鶴同壽(2009年)，龍戲虎祈福燈(2010年)，鶴立祥和(2011年)，鰲躍龍庭、贔屭馱福(2012年)。
- 陳祖榮[33][34]
- 陳邵華，作品《豐收》獲得2019年臺北燈節全國各級學校花燈競賽社會組小型主題燈座類第二名，與2019年同名作品《豐收》獲得2020年臺北燈節全國各級學校花燈競賽社會組小型主題燈座類甲等。
- 張秀琴 (燈藝師)[35][36]
- 張文瑤，其作品有2022台灣燈會副燈「龍騰獻瑞」[37]

### 十二劃
- 黃文全，其作品有台灣燈會副燈 : 展鹿頭角(2012年)，豐財進寶(2013年)，台灣酷比熊(2014年)，夢想啟航(2015年)，夢幻奇緣(2016年)，魚躍龍門(2017年)，台灣幸福驛站(2018年)，從心出發(2023年)[38][39]

- 黃敏芳，客家意象燈籠裝置藝術(2010年)[40]，白雪公主與七矮人(2011年)[41]

### 十四劃
- 蔡萬旭，作品《台北美食熊蓋讚》獲得2018年臺北燈節全國各級學校花燈競賽社會組大型主題燈座類第二名。
- 蔡滄得，作品《台北觀巴．藝遊未盡》獲得2018年臺北燈節全國各級學校花燈競賽社會組大型主題燈座類第三名，作品《春夏玩美台北城》獲得2019年臺北燈節全國各級學校花燈競賽社會組大型主題燈座類佳作，作品《乘龍踏浪鼠來台北愛趣淘》獲得2020年臺北燈節全國各級學校花燈競賽社會組大型主題燈座類佳作。

### 十六劃
- 蕭在淦[42][43][44]
- 錢劍秋

### 十八劃
- 顏三泰
- 藍永旗[45][46][47][48]

## 相關報導
- 中國時報的網路媒體中國電子報報導父女檔燈藝師傳統中創新[49]。
- 中國時報的網路媒體中國電子報報導2017燈會在雲林-燈藝師培訓2000名花燈種子[50]。